# John Strachey (1823–1907)
John Strachey (ur. 5 czerwca 1823 w Londynie, zm. 19 grudnia 1907) – brytyjski administrator kolonialny w Indiach Brytyjskich. W 1872 pełnił tymczasowo funkcję wicekróla Indii.
Pracę w indyjskiej administracji rozpoczął już jako dziewiętnastolatek w 1842. W 1861 stanął na czele powołanej przez wicekróla komisji badającej przyczyny wybuchu epidemii cholery. Rok później został komisarzem ds. sądownictwa w Prowincjach Centralnych. W 1864 stanął na czele komisji ds. warunków sanitarnych w armii. Dwa lata później został szefem administracji kolonialnej w prowincji Oudh.
W 1868 został członkiem rady doradczej przy wicekrólu. Po śmierci lorda Mayo w zamachu w1872, tymczasowo wypełniał jego obowiązki jako wicekróla. Następnie był gubernatorem Prowincji Północno-Zachodnich, jednak pod naciskiem wicekróla i ministra ds. Indii po dwóch latach zrezygnował i wrócił do zasiadania w radzie, gdzie odpowiadał za kwestie finansowe.
W 1880 powrócił do Anglii, gdzie od 1885 do 1895 zasiadał w kolejnej radzie doradczej, tym razem przy ministrze ds. Indii. Był autorem lub współautorem trzech książek o historii Indii. Zmarł w 1907.